# Б-255
Б-255 — советская и российская подводная лодка проекта 671РТМ «Щука».

## История
8 февраля 1978 года была официально зачислена в списки кораблей ВМФ СССР. 7 ноября 1979 года состоялась закладка корабля на судостроительном заводе имени Ленинского Комсомола в Комсомольске-на-Амуре под заводским номером 296.
20 июля 1980 года была спущена на воду, 28 декабря того же года официально вошла в строй, зачислена в состав 45-й ДиПЛ.
В сентябре 1981 года впервые в истории советского подводного плавания совершила межфлотский переход подо льдами с Краснознамённого Тихоокеанского флота на Краснознамённый Северный флот. Командир перехода — вице-адмирал Л. А. Матушкин. 1 октября 1981 года вошла в состав 33-й дивизии подводных лодок Северного флота.
В 1982 году переведена в состав 6-й ДиПл, в 1983 году — 33-й ДиПЛ 1-й флотилии подводных лодок Северного флота.
14 февраля 1986 года БПК «Адмирал Нахимов», следуя в составе КПУГ в район полигона боевой подготовки, столкнулся с атомной подводной лодкой К-255. Подлодка выполняла роль мишени в обеспечении ракетных стрельб комплексом УРПК «Метель», и при всплытии под перископ протаранила подводную часть БПК. АПЛ при столкновении получила большой крен, но смогла всплыть. Корабль получил пробоину в районе первого водоотлива и носовых гидроакустических постов ниже ватерлинии, гидроакустические посты и первый погреб с бомбами РГБ залило водой и мазутом. Из-за полученных повреждений и «Адмирала Нахимова», и К-255 пришлось ставить в доки на аварийный ремонт. На подводной лодке лёгкие травмы получили двое — кок обжёгся кофе, а на корреспондента газеты свалился ящик с запчастями. Как выявила комиссия при расследовании происшествия, на корабле и подводной лодке не был выполнен ряд мер безопасности при совместных действиях. По итогам расследования был снят с должности командир БПК капитан 2 ранга В. Т. Безуглый и командир АПЛ капитан 1 ранга Швиденко А. Т.
В марте-мае 1987 года под командованием Б. Ю. Муратова участвовала в операции «Атрина».
С декабря 1988 года по февраль 1991 года прошла ремонт на судоремонтном заводе «Нерпа».
3 июня 1992 года переклассифицирована в атомную большую подводную лодку и переименована в Б-255.
В 1998 году была выведена из состава ВМФ. Утилизирована в 2005 году.

## Командиры
- Ушаков В. В.
- Швиденко А.Т (второй экипаж)
- Хайруллин М. Х.
- Кудрявцев В.Б (ремонтный командир)
- Муратов Б. Ю.
- Козлов Ю. В.
- Генералов Н. Н.
- Квасов В. Н.
- Марьясов Н. В.